# Adulterio

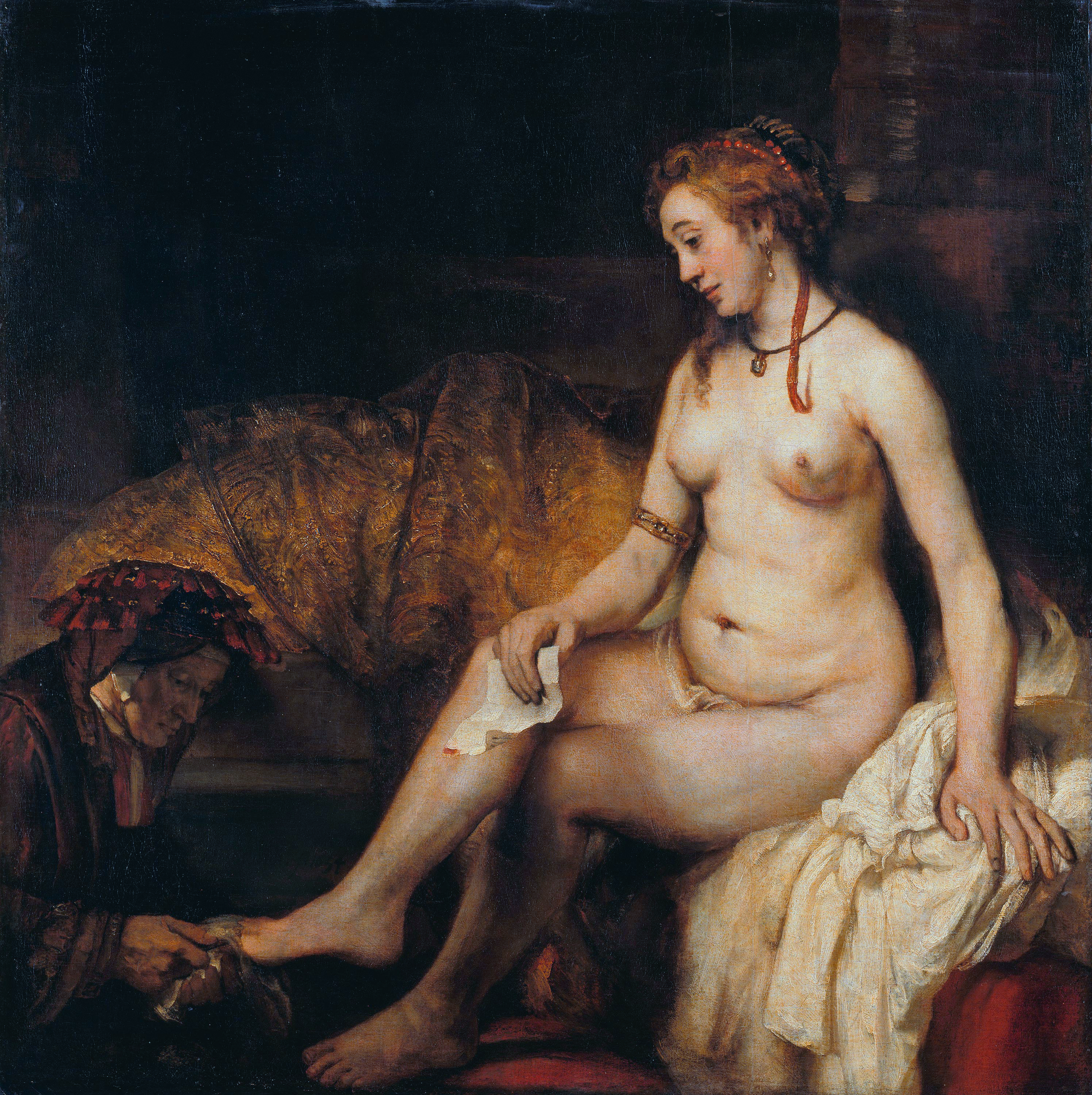
L'adultera biblica Betsabea in un dipinto di Rembrandt del 1654

L'adulterio (dal latino adulterare, corrompere) è una relazione sentimentale o sessuale fra due persone delle quali almeno una già coniugata con un'altra persona, consistendo quindi in una violazione della fedeltà coniugale.

## Etimologia umana
Il nesso etimologico è combattuto tra due tesi: 
1. Ad alterum come andare verso un altro, verso qualcosa/qualcuno di diverso dal legittimo coniuge;
2. Ad alterum come cambiare, adulterarsi, diventare diversi, come a dire che dopo l'adulterio non si è più come prima.

Quindi secondo l'etimologia anche andare con prostitute sarebbe da considerarsi adulterio, mentre in passi biblici (Levitico 18:20) l'adulterio con schiave e in generale donne non libere, non comprendeva la pena di morte, ma solo una forte espiazione di peccati. E per fornicazione s'intendeva proprio evitare il concubinato, e vari tipi di relazione tra cui l'abbandonare il proprio marito per un soldato romano ricco ad esempio (cosa diffusa al tempo dei giudei), o gli incesti.

## L'adulterio nella Bibbia
Nella Bibbia l'adulterio, considerato un peccato, indica un qualsiasi rapporto sessuale volontario di una persona con altri al di fuori del vincolo coniugale. Quando una persona sposata ha rapporti sessuali con chiunque non sia il proprio coniuge, la fornicazione equivale all'adulterio.
L'adulterio è proibito nella Bibbia perché viola il concetto della santità della famiglia e del matrimonio (Esodo 20:14; Deuteronomio 5:18). Più specificatamente questo peccato è descritto in Levitico 18:20 "Non avrai relazioni carnali con la moglie del tuo prossimo per contaminarti con lei". Nell'Antico Testamento questa infrazione è considerata tanto grave da meritare la morte (Levitico 20:10).
In Deuteronomio 22:22 non è prescritto il modo in cui vada punita l'adultera, sebbene in Ezechiele 16:40; 23:43-47 si menzioni la lapidazione come l'appropriato castigo. Così pure in Deuteronomio 22:23,24:
 Varie indicazioni nella tradizione giudaica suggeriscono come a volte questo castigo sia stato inflitto con lo strangolamento.
Dato che la pena di morte poteva essere inflitta su una persona "colta in flagrante adulterio" (Giovanni 8:4), la donna sospettata dal marito d'aver commesso adulterio doveva essere sottoposta a un'ordalia per stabilire la sua innocenza o essere manifestata come peccatrice da un giudizio divino (Numeri 5:11-31).
Sebbene l'adulterio sia condannato dalla legge divina come una trasgressione molto grave (Giobbe 31:9-11), essa non poteva essere estirpata, e sia uomini sia donne ne erano spesso trovati colpevoli (Giobbe 24:15; 31:9; Proverbi 2:16-19; 7:5-22). Persino Davide si rende colpevole d'adulterio con Betsabea, sfociando nell'omicidio del rivale (2 Samuele 11:2-5), ma egli se ne ravvede sinceramente (Salmo 51:1 ss). L'adulterio affligge il paese soprattutto per l'influenza di profeti e sacerdoti immorali (Geremia 23:10-14; 29:23).
È solo grazie alla parola di Gesù Cristo, e alla conseguente evoluzione della Bibbia nel Nuovo Testamento, che la lapidazione viene bandita definitivamente dalla religione cristiana: "Or Mosè, nella legge, ci ha comandato di lapidare tali donne; tu che ne dici?…Chi di voi è senza peccato, scagli per primo la pietra contro di lei." (Giovanni 8:5,8:7)
Sebbene la Bibbia consideri solo la trasgressione di fatto del comandamento della castità matrimoniale, la legge cristiana condanna pure le pratiche adultere commesse dall'occhio e dal cuore (adulterio virtuale, cfr. Giobbe 31:1,7). È soprattutto Gesù Cristo che mette in evidenza questo "adulterio virtuale" nel Discorso della Montagna (Matteo 5,27-28), dove lo equipara a un adulterio di fatto.
Il protestantesimo interpreta i dati del Vangelo in maniera più larga della Chiesa cattolica:
- per i protestanti quando Gesù contesta le pratiche di divorzio molto facili del suo tempo, basate sull'interpretazione molto liberale di Hillel di Deuteronomio 24:1-3, egli ne eccettua l'adulterio come legittima causa di divorzio, appoggiando così la scuola più rigorosa di Shammai, che limitava il divorzio come conseguenza dell'adulterio.
- la Chiesa cattolica non condivide questa interpretazione, ritenendola basata su un'interpretazione non esatta di Matteo 19,9[2]: tale passo stabilisce un'eccezione e, apparentemente, una permissione del divorzio, ma solo nel caso di un'unione illegittima, e non nel caso dell'adulterio.

A causa della corruzione morale della creatura umana, l'adulterio sembra così essere qualcosa di insopprimibile. È per questo che il Nuovo Testamento spesso ammonisce a non cadervi (1 Corinzi 6:9; Ebrei 13:4; Giacomo 4:4).

## Grecia antica
Nell'Antica Grecia, era fondamentale la divisione in classi sociali fra uomini liberi e schiavi. Un uomo ateniese si sposava con una donna libera per avere prole legittima, ma oltre alla moglie poteva avere anche una concubina e una cortigiana, che erano delle schiave. Solo la relazione con una donna libera era considerato un crimine e veniva chiamata moicheia (μοιχεία). Le Leggi di Dracone stabilivano che il reato di omicidio doveva essere riconosciuto da un tribunale; tuttavia vi era l'eccezione dell'"omicidio giusto": in caso di relazione extra-coniugale della moglie, della figlia, della sorella, della madre o della concubina, al cittadino ateniese era consentito ucciderla, se colta in flagranza di reato. L'orazione di Lisia "Per l'uccisione di Eratostene" (V secolo a.C.) pronunciata in difesa del cittadino ateniese Eufileto dall'accusa di omicidio premeditato, da parte dei parenti dell'ucciso, Eratostene di Oe. La strategia difensiva adottata dall'autore è semplice ed efficace: dimostrare la legittimità dell'omicidio, in quanto rientrante nel "φόνος δίκαιος" (phonos dikaios), ossia delitto d'onore, previsto dalla legge di Dracone, sostenendo che l'accusato abbia compiuto tale gesto a causa della relazione adulterina stretta da Eratostene con la moglie di Eufileto.

## L'adulterio nel diritto romano
Nel diritto romano l'adulterio della moglie era previsto come reato ed era punibile, in età regia, con la pena di morte per mano del marito o dei familiari maschi.
In seguito, si hanno controverse interpretazioni delle previsioni in età repubblicana, mentre con Augusto fu emanata la Lex Iulia de adulteriis coercendis (18 a.C.) per la quale il marito adultero era punito con sanzioni pecuniarie, comportanti la restituzione della dote, se dal fatto derivava il divorzio.
Per la moglie adultera invece, la prospettiva era assai diversa. Se colta in flagrante adulterio dal padre, questi poteva ucciderla insieme con l'amante, qualunque fosse il suo lignaggio o carica pubblica. Il marito poteva uccidere solo l'amante e solo in flagranza, mentre al padre non era consentito uccidere l'amante senza uccidere contemporaneamente anche la figlia fedifraga. Per la flagranza, il marito aveva l'obbligo del divorzio, in caso contrario sarebbe stato accusato di crimen lenocinii, con attribuzione di presunta complicità e favoreggiamento in adulterio.
Entro due mesi dal divorzio, il marito poteva richiedere che si aprisse un giudizio penale (quaestio) dinanzi a giurati (accusatio adulterii iure mariti). Dopo i 60 giorni il diritto a proporre l'azione spettava al padre dell'adultera (accusatio adulterii iure patris) e decorso un termine ulteriore, chiunque purché cittadino poteva proporre l'accusa (accusatio publica adulterii iure extranei). La pena prevista sarebbe stata (sono stati sollevati dubbi) esclusivamente monetaria e avrebbe riguardato la confisca di parte della dote e dei parafernalia, mentre all'amante era confiscata la metà del suo patrimonio.
In età successive fu ripristinata la condanna a morte, confermata da Giustiniano, mentre il diritto ad agire fu ristretto ai soli familiari.

## Nel diritto canonico
La Chiesa d'Oriente in questo passo nel senso che è lecita la separazione nel caso di un'adulterio continuativo, non di singoli episodi. Anche il Concilio di Trento afferma nei suoi canoni:
(Concilio di Trento, sessione XXIV, canone 7 (DH 1807))
Tuttavia, secondo Charles Journet, la stessa sessione ricordò con insistenza, per chi vuole essere fedele all'insegnamento di Gesù e san Paolo, che "il vincolo del matrimonio non può essere sciolto a causa dell’adulterio di uno dei coniugi; che nessuno dei due, neppure il coniuge
innocente, non responsabile dell’adulterio, può, vivente l’altro, contrarre nuovo matrimonio; che commette adulterio il marito che, separatosi dalla moglie colpevole, ne sposa un’altra, o la moglie che, separatasi dal marito colpevole, ne sposa un altro".
La nullità si configura quando la volontà di tradire era già radicata in uno dei due nubendi fin dal momento della celebrazione del matrimonio, ad esempio se uno dei due coniugi aveva già un amante prima di sposarsi. L'esclusione dell'obbligo di fedeltà coniugale, vale a dire l'attribuirsi un diritto a commettere adulterio anche dopo il matrimonio, è uno dei vizi del consenso che configura la nullità; il tradimento sessuale, seguito dal pentimento e dall'assoluzione confessionale non rientra in questa casistica. Le intenzioni sono più importanti dei fatti: se il coniuge infedele, in vista del matrimonio, aveva deciso di porre fine alle sue relazioni extraconiugali, il matrimonio rimane valido anche in caso di tradimento successivo.

## L'adulterio nell'Islam
Nell'Islam l'adulterio è un peccato molto grave, tanto da prevedere la pena di morte a mezzo della lapidazione. I riferimenti nella legge islamica sono da ricercarsi sia nel Corano, il libro sacro dei musulmani, che contiene le rivelazioni di Allah a Maometto e fissa la raccolta delle regole divine nel codice della Sharia, sia nella Sunna, che esprime il pensiero autentico del Profeta (attraverso i ‘detti’ del Profeta, gli ʾaḥādīth) e include la definizione di specifiche fattispecie e la condotta da tenere al riguardo.
Dal Corano (4-15): Se le vostre donne avranno commesso azioni infami (fornicazione o adulterio) portate contro di loro quattro testimoni dei vostri. E se essi testimonieranno, confinate quelle donne in una casa finché non sopraggiunga la morte o Allah apra loro una via d'uscita.
Dalla Sunna:
"Gli ebrei giunsero dal messaggero di Allah e gli dissero che un uomo e una donna dei loro avevano commesso adulterio… Il profeta diede allora l'ordine che entrambi fossero lapidati." (Hadith Sahih Bukhari, Volume 56, Hadith 829)
Bukhari (9,83,17): Narrato da ‘Abdullah: L'Apostolo di Allah disse, "Il sangue di un Musulmano che confessa che nessuno ha il diritto di essere adorato se non Allah e che Io sono il suo Apostolo, non può essere sparso se non in tre casi: in caso di omicidio, una persona sposata che partecipa in un atto sessuale illegale e colui che abbandona l'Islam (apostata) e lascia i Musulmani."
"Abu Qilaba disse, "Non è permesso uccidere una persona nell'Islam eccetto che in tre casi: che sia sposata e commetta adulterio, che abbia assassinato qualcuno, o che muova guerra contro Allah e il suo profeta." (Sahih Bukhari, Volume 60, 134)
A differenza di altre religioni, l'islam non ha però subito alcuna evoluzione rispetto alle scritture originali.
A tutt'oggi, in alcuni paesi a prevalenza islamica vige la pena di morte per gli adulteri. E quando non lo prevede l'ordinamento giuridico nazionale ufficiale, spesso sono i tribunali locali a emettere la sentenza. Secondo la legge islamica, per raggiungere la prova della colpevolezza dell'adulterio vi devono essere quattro testimoni concordi. La lapidazione viene praticata con l'uomo interrato fino alla vita, e con la donna fino al petto, con pietre non troppo piccole da risultare innocue, né troppo grandi da abbreviare la sofferenza del condannato.

## L'adulterio nel vecchio diritto italiano
"Come spiegherà lo stesso Zanardelli, nella presentazione al Re del progetto definitivo di Codice, in molti preferirebbero (...) non punirlo: «i legislatori non poterono dimenticare quanto diversi e quanto radicati nell'umana natura siano i moventi di questo in confronto ad altri delitti […]. Non poterono dimenticare i differenti modi di apprezzare l'infedeltà coniugale che la storia dei popoli ci presenta […]; le leggi fatali del cuore umano di fronte alla indissolubilità di unioni infelici, create spesso da volontà inconsapevoli; la massima che vieta di scagliare la pietra ove per universale coscienza sono così facili le debolezze e i trascorsi; le colpe di cui per lo più non è scevro il coniuge offeso e che fanno a lui risalire le cause della toccata infedeltà». Ma, nel contempo, è un fatto «troppo grave» perché il Codice non se ne occupi: «all'offeso – scrive Zanardelli – toglie beni di gran lunga più preziosi che non siano gli averi, la salute, l'esistenza medesima, oltre ad essere non di rado terribile cagione di altri delitti coi quali alla vita stessa direttamente si attenta»".
L'art. 559 del Codice penale del 1930 stabiliva che:
La Corte costituzionale è intervenuta con la sentenza n. 126 del 19 dicembre 1968 dichiarando l'illegittimità costituzionale del primo e del secondo comma, ritenuti discriminatori sulla base dell'art. 29 che stabilisce l'«eguaglianza morale e giuridica dei coniugi». Allo stesso modo, con la sentenza n. 147 del 3 dicembre 1969 la Corte costituzionale ha dichiarato l'illegittimità costituzionale del terzo e del quarto comma.

## Nel mondo

### In India
Il 27 settembre 2018, la Corte Suprema di Nuova Delhi ha dichiarato incostituzionale il reato di adulterio, abrogando l'art. 497 del codice penale, risalente all'era coloniale. La norma recitava:
1.  Adultery.--Whoever has sexual intercourse with a person who is and whom he knows or has reason to believe to be the wife of another man, without the consent or connivance of that man, such sexual intercourse not amounting to the offence of rape, is guilty of the offence of adultery, and shall be punished with imprisonment of either description for a term which may extend to five years, or with fine, or with both. In such case the wife shall not be punishable as an abettor.»
(Codice penale indiano)
Era previsto il reato di adulterio per l'uomo che avesse avuto una relazione sessuale con la moglie di un altro uomo, senza il consenso tacito o esplicito di quest'ultimo.
La pena prevista era fino a un massimo di cinque anni di reclusione, e non era applicabile alla donna.